# Kaiser Special
Der Kaiser Special war ein Pkw, den die Kaiser-Frazer Corporation in Willow Run, Michigan, USA, im August 1946 als „Modell 1947“ herausbrachte. Es war eine 4-türige Limousine mit einer der ersten Pontonkarosserien, die in den USA gebaut wurden. Der Kaiser Special hatte vier vorn angeschlagene Türen mit Ausstellfenstern und eine geteilte Frontscheibe.
Der vorn längs eingebaute Sechszylinder-Reihenmotor mit seitlich stehenden Ventilen hatte 3707 cm³ Hubraum und leistete 100 PS (74 kW) bei 3600/min. Über eine Einscheiben-Trockenkupplung, ein handgeschaltetes synchronisiertes Dreiganggetriebe mit Lenkradschaltung und eine geteilte Kardanwelle wurde die Motorkraft auf die Hinterräder übertragen. Auf Wunsch war ein Overdrive erhältlich. Die Hinterachse war starr und an Blattfedern aufgehängt. Die Vorderräder hingen einzeln an Doppelquerlenkern mit Schraubenfedern und Stabilisator. Dazu gab es eine Rollenlenkung und an allen Rädern hydraulisch betätigte Trommelbremsen und Teleskopstoßdämpfer. Das Chassis war ein Kastenrahmen.
Das fast gleiche Auto mit etwas besserer Ausstattung war im Juni 1946 (ebenfalls als „Modell 1947“) schon unter dem Namen Frazer Standard erschienen.

## Modelle Jahr für Jahr

### Modelljahr 1947
Die erste Serie – Special K 100 genannt – war als Grundmodell einfach ausgestattet, hatte aber bereits Ausstattungsdetails wie hydraulische Bremsen, Radio und Stoßfängerhörner.
Unter dem Namen Kaiser Custom gab es ab September 1947 ein besser ausgestattetes Modell. Die Serie Custom K 101 hatte zusätzlich zum Beispiel Weißwandreifen, etwas mehr Chromschmuck außen und innen, ein anderes Armaturenbrett und bessere Sitze.

### Modelljahr 1948
Das Modelljahr 1948 begann (wie in den USA üblich) nach den Werksferien 1947 und zeigte das neue Grundmodell – nun Serie Special K 481 genannt – wenig verändert. Kleinere Veränderungen am Kühlergrill und an den Stoßfängern, eine etwas höhere Verdichtung des Motors (ohne Auswirkung auf die Motorleistung) und etwas breitere Reifen waren die Unterschiede zum Vorjahresmodell. Die besser ausgestattete Variante, nun Custom K 482, übernahm die Veränderungen des Special.
Ab Jahresmitte war für beide Modelle zusätzlich zum einfachen Motor mit einem Vergaser eine leistungsfähigere Maschine mit Doppelvergaser und 112 PS (82 kW) gegen Aufpreis verfügbar.

### Modelljahr 1949

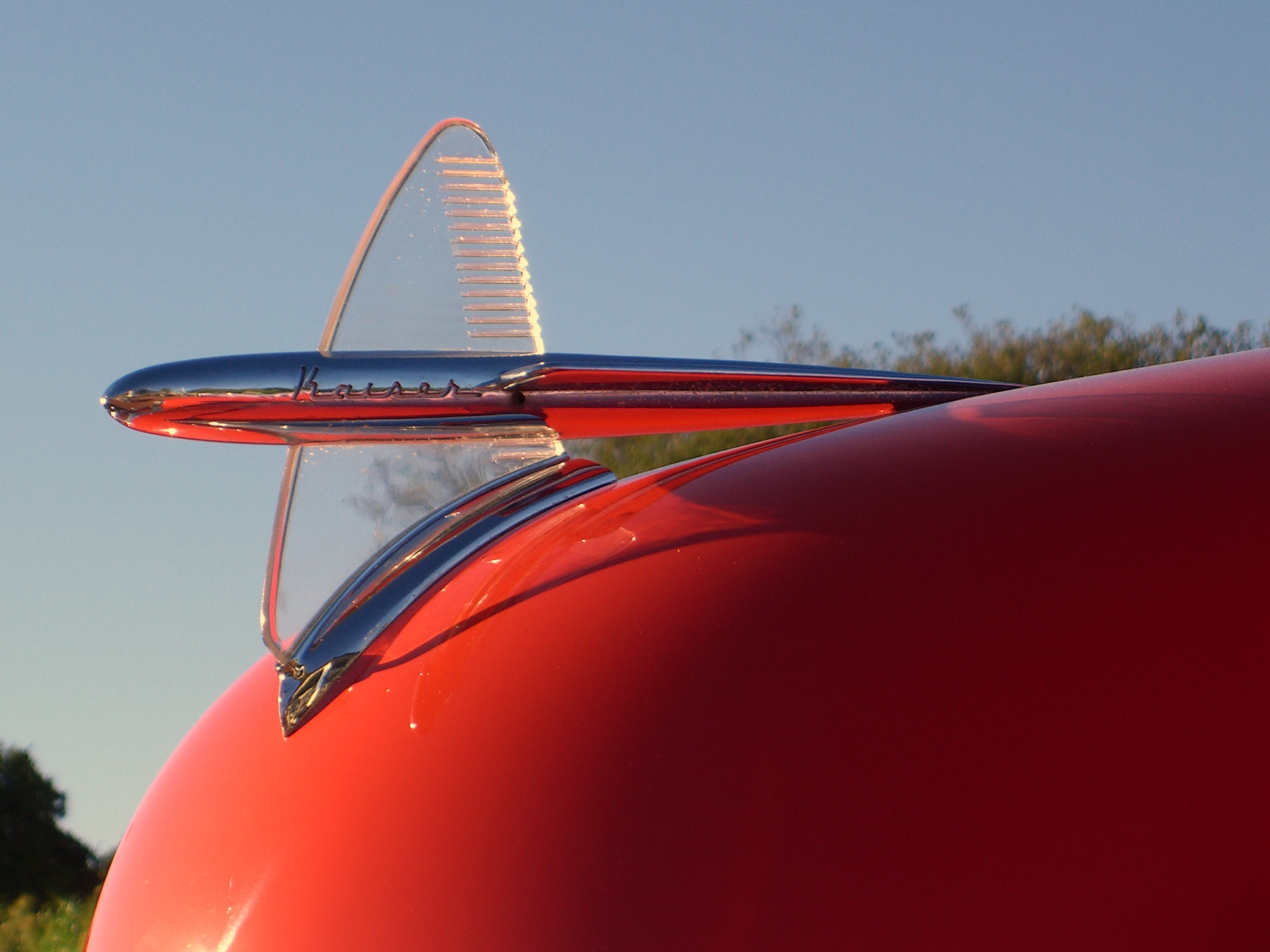
Hauben-Zierelement des Kaiser Virginian 1949

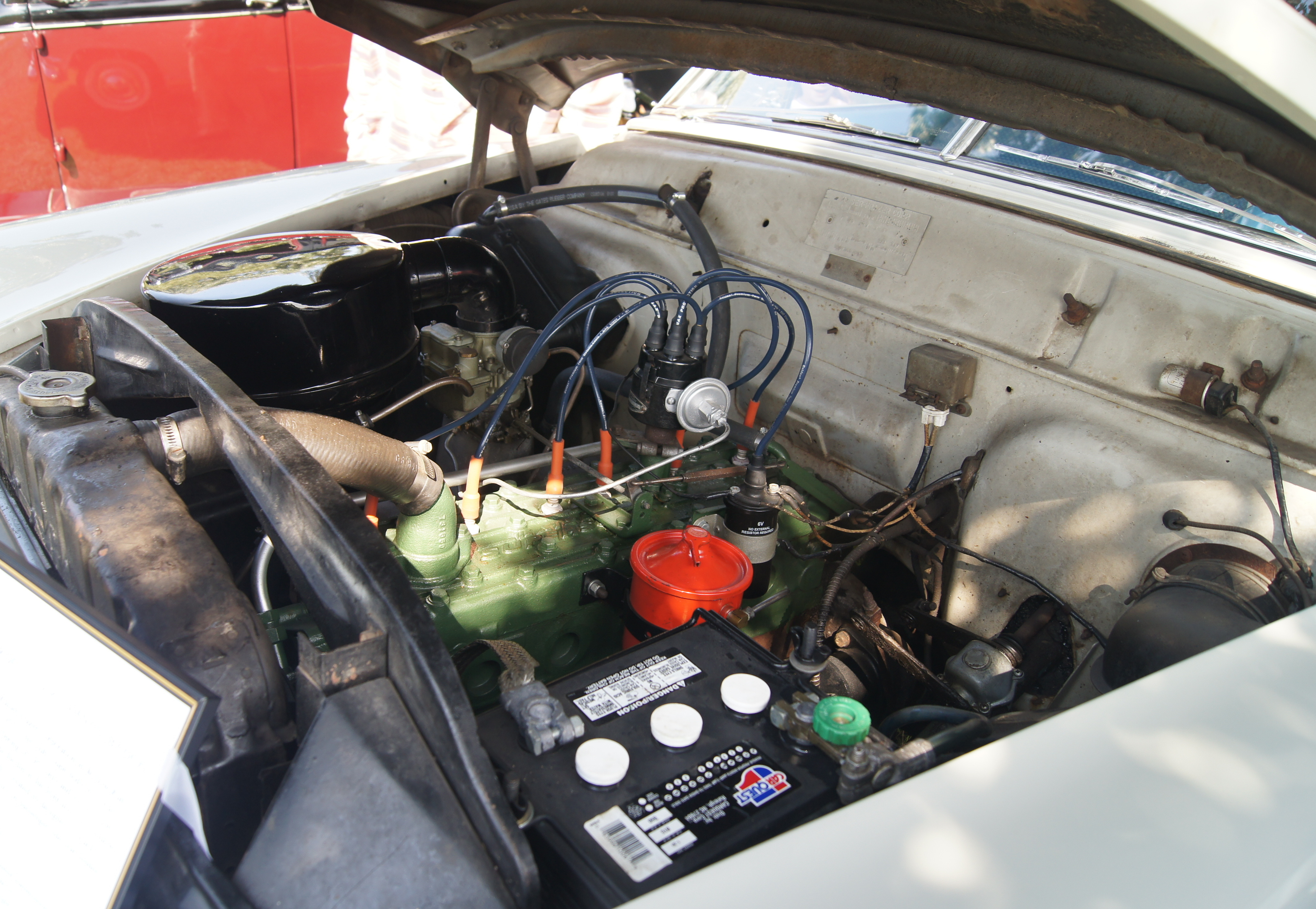
Reihensechszylindermotor, Kaiser Virginian 1951

Auffälligste Änderung an den neuen Modellen waren die beiden breiten Chromleisten, die den bisher aus kleinen horizontalen und vertikalen Stäben bestehenden Kühlergrill ersetzten. Neu war der Special K 491, eine Ausführung für Handwerker „Traveller Utility Sedan“. Seine linke hintere Tür war zugeschweißt, die Rücksitzlehne war umlegbar und das Reserverad hinter dem Fahrersitz montiert. Die Kofferraumklappe war geteilt; der obere Teil mit dem Heckfenster schwenkte nach oben und der untere Teil nach unten. Sitzbezüge aus Kunststoff und stärkere Federn und Stoßdämpfer komplettierten den Lieferwagen. Dieses stärkere Fahrwerk wurde auch für die Taxiausführung benutzt, die – ansonsten gebaut wie die normale Limousine –   Platz für den Fahrer und bis zu sieben Fahrgäste bot.
Das besser ausgestattete Modell hieß nun DeLuxe K 492 und war serienmäßig mit dem stärkeren Motor ausgestattet. Die Luxusausstattung umfasste fortan auch Teppiche für die beiden vorderen Plätze. Außer der Limousine gab es ein viertüriges Hardtop-Modell (ohne B-Säule, mit farblich abgesetztem Dach und Verkleidungen für die Hinterräder) mit dem Namen „Virginian“. Außerdem gab es in gleicher Ausstattung den „Virginian Convertible“, ein 4-türiges Cabriolet.

### Modelljahr 1950
Das Facelift, das für die 1950er-Modelle geplant war, wurde nicht rechtzeitig fertig, und so entschloss man sich, es um ein Jahr zu verschieben. So erschienen alle Modelle ohne Änderungen gegenüber dem Vorjahr. Der Special K 491 wurde zum Special K 501, der DeLuxe K 492 zum DeLuxe K 502. Auch die Virginian-Modelle wurden übernommen. Einzige Änderung gegenüber dem Vorjahr: Den „Traveller Utility Sedan“ gab es nun auch in DeLuxe-Ausführung unter dem Namen Vagabond.

### Modelljahr 1951

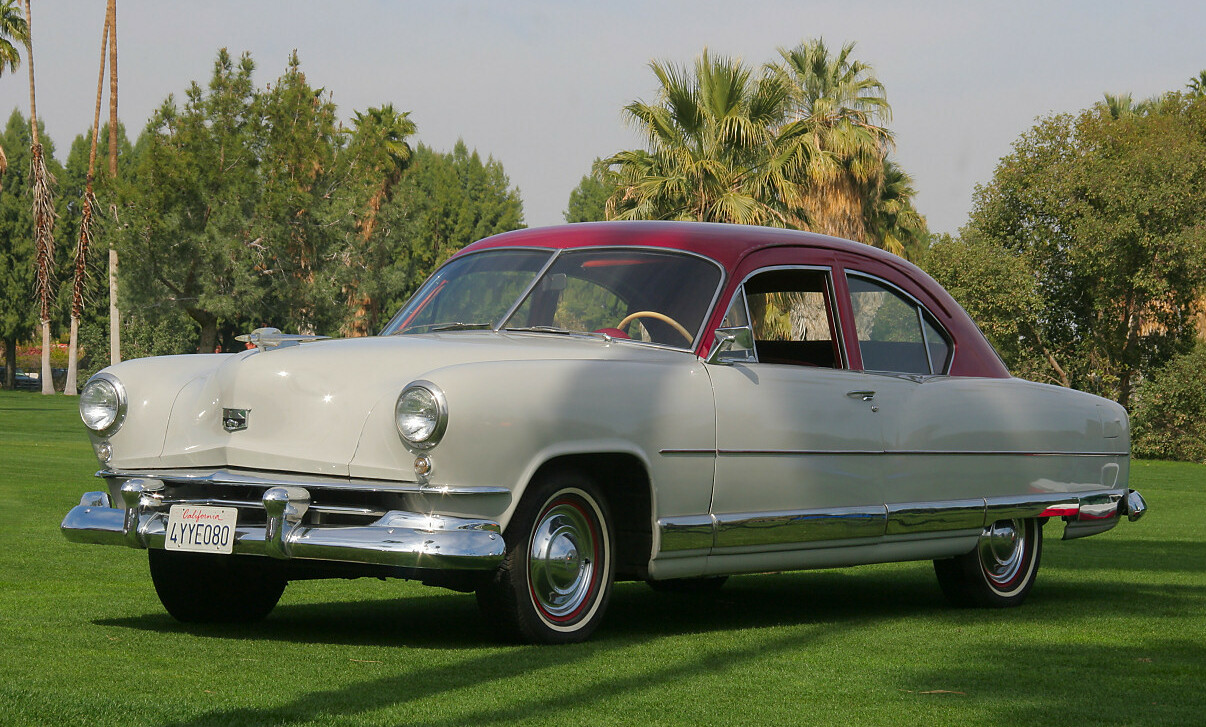
Modell 1951 als Zweitürer

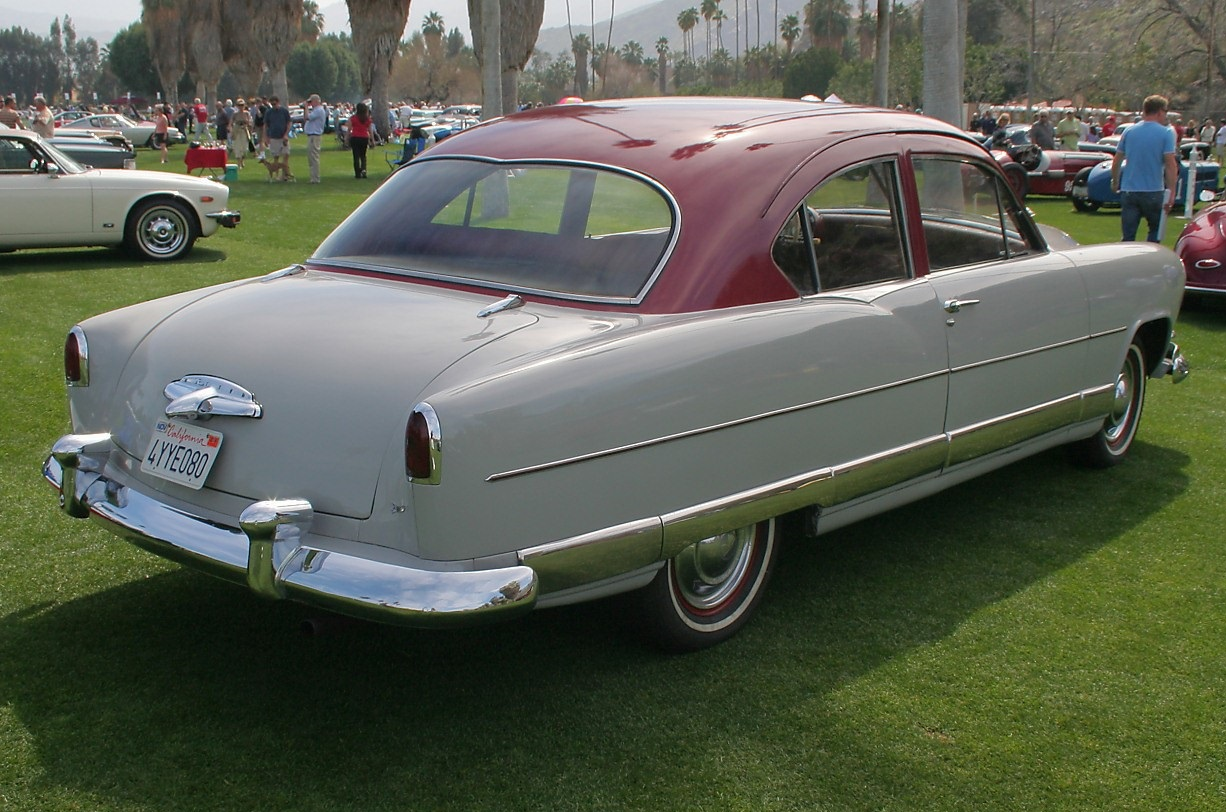
Modell 1951 Zweitürer, Heckansicht

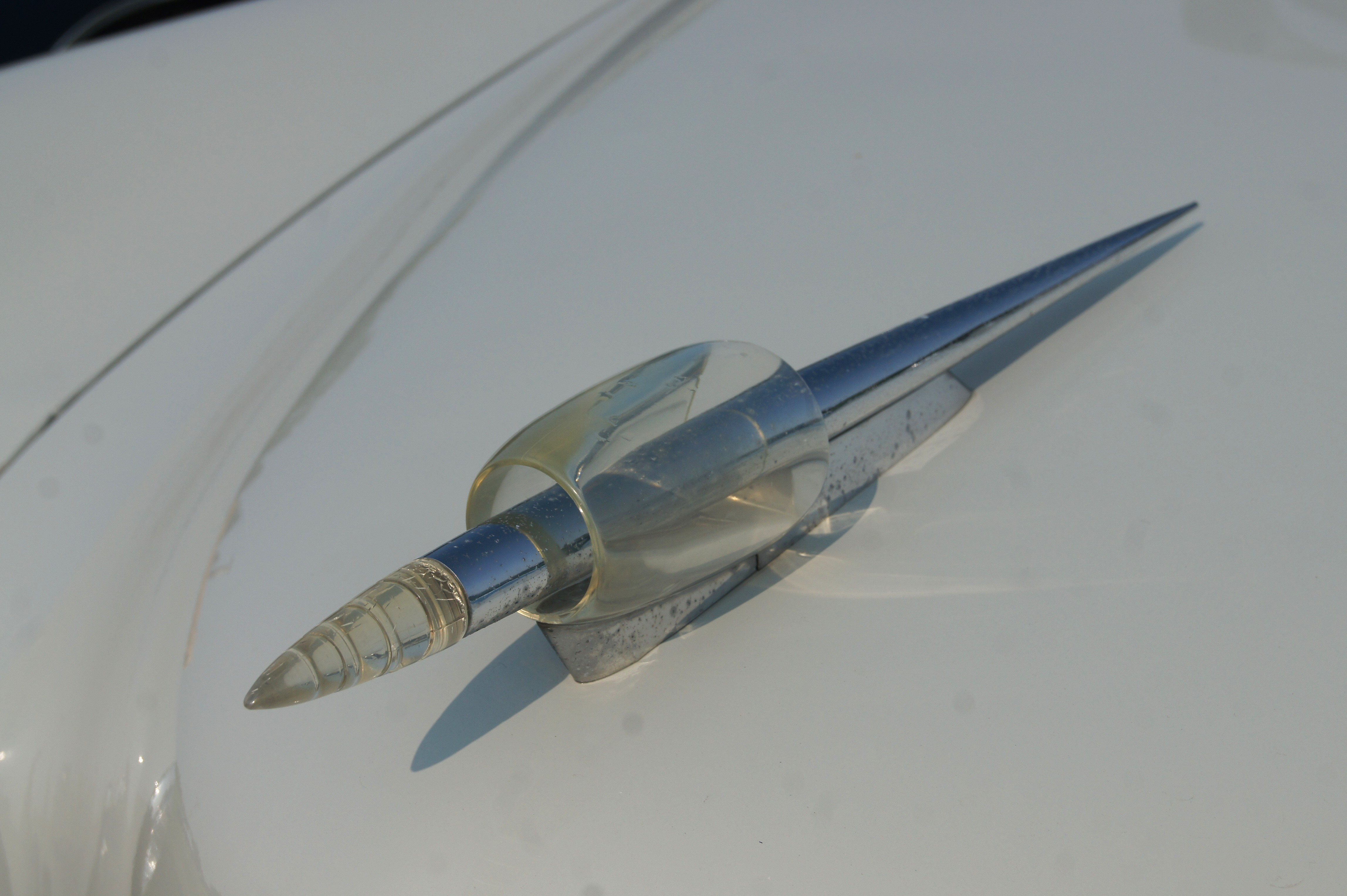
Modell 1951, Kühlerzierelement in Raketenform

Die schon für das Vorjahr geplante große Überarbeitung war 1951 fertig. Die Fahrzeuge waren nun insgesamt flacher, länger und boten trotz leicht verkürzten Radstandes mehr Platz im Innenraum. Die Windschutzscheibe hatte keine Mittelstrebe mehr, aber das Dach war vorn und hinten in der Mitte jeweils mit einer leicht V-förmigen Spitze versehen, nach dem für Kaiser arbeitenden Howard A. Darrin auch als „Darrin Dip“ bezeichnet. Das gab Front- und Heckscheibe eine leichte Flügelform und war fortan das Erkennungszeichen der Kaiser-Automobile. Die C-Säule hatte einen Gegenschwung, wie er später bei BMW-Automobilen als „Hofmeister-Knick“ bekannt wurde. Eine der beiden verchromten Querstäbe des Kühlergrills war um die Fahrzeugecken herumgeführt und trug so zum breiten, flachen Aussehen der Fahrzeuge bei. Auf der Motorhaube thronte eine Kühlerfigur in modischer Raketenform.
Der Motor hatte ab 1951 bei allen Modellen einen Doppelvergaser, der unverändertem Hubraum 115 PS (84,5 kW) Leistung erbrachte.
Es gab eine Fülle neuer Karosserieformen. Der Special K 511 war weiterhin als 4-türige Limousine und als 4-türiger Traveller Utility Sedan erhältlich. Die Taxiausführung fiel weg. Dafür gab es eine 2-türige Limousine, einen 2-türigen Traveller Utility Sedan und ein 2-türiges Coupé ohne Rücksitze, das drei Passagieren Platz bot.
Beim DeLuxe K 512 war das Hardtop-Modell „Virginian“ weggefallen, ebenso wie das Cabriolet. Stattdessen wurden die gleichen Aufbauten angeboten wie beim Special, wobei das „Club-Coupé“ aber mit Rücksitzbank ausgestattet war und sechs Personen Platz bot. Als weitere Ausstattungslinie gab es ab Februar 1951 den luxuriösen Kaiser Dragon, der zusätzlich dickere Polster und ein Automatikgetriebe bot.

### Modelljahr 1952
Im Dezember 1951 erschienen die Fahrzeuge des Modeljahrgangs 1952, allerdings ohne wesentliche Veränderungen. Der 1951 aufgegebene Name Virginian wurde jedem der Vorjahresmodelle vorangestellt, die ansonsten auch mit den Aufbauten des Vorjahres zu haben waren: als Virginian Special K 521, als Virginian DeLuxe K 522 und als Virginian DeLuxe Dragon K 522.
Am 14. März 1952 erschienen die eigentlichen 1952er-Modelle. Das Grundmodell Special war weggefallen, dafür gab es den DeLuxe K 521. Die Aufbautypen blieben gleich, ebenso wie der 115-PS-Motor. (Das Coupé hatte wiederum nur eine Sitzbank und drei Plätze). Ein Kühlergrill, der nur aus einem Querstab bestand, und eine modernisierte Kofferraumhaube in Verbindung mit nochmals größeren Rückleuchten ließen die Fahrzeuge noch größer und breiter wirken.
Neu war das Luxusmodell Kaiser Manhattan. Der Manhattan K 522 übernahm die Rolle des früheren DeLuxe. Er war besser ausgestattet als die jetzige DeLuxe-Grundversion, insbesondere hatte er in allen Fußräumen Teppiche.  Der Manhattan gewann einen Grand Prix d'Honneur beim Councours d'Elegance in Cannes. Die beiden „Traveller Utility Sedan“ standen zwar noch in den Preislisten, aber vermutlich wurden von der Manhattan-Linie nur Prototypen in diesen Ausführungen gebaut.

### Modelljahr 1953

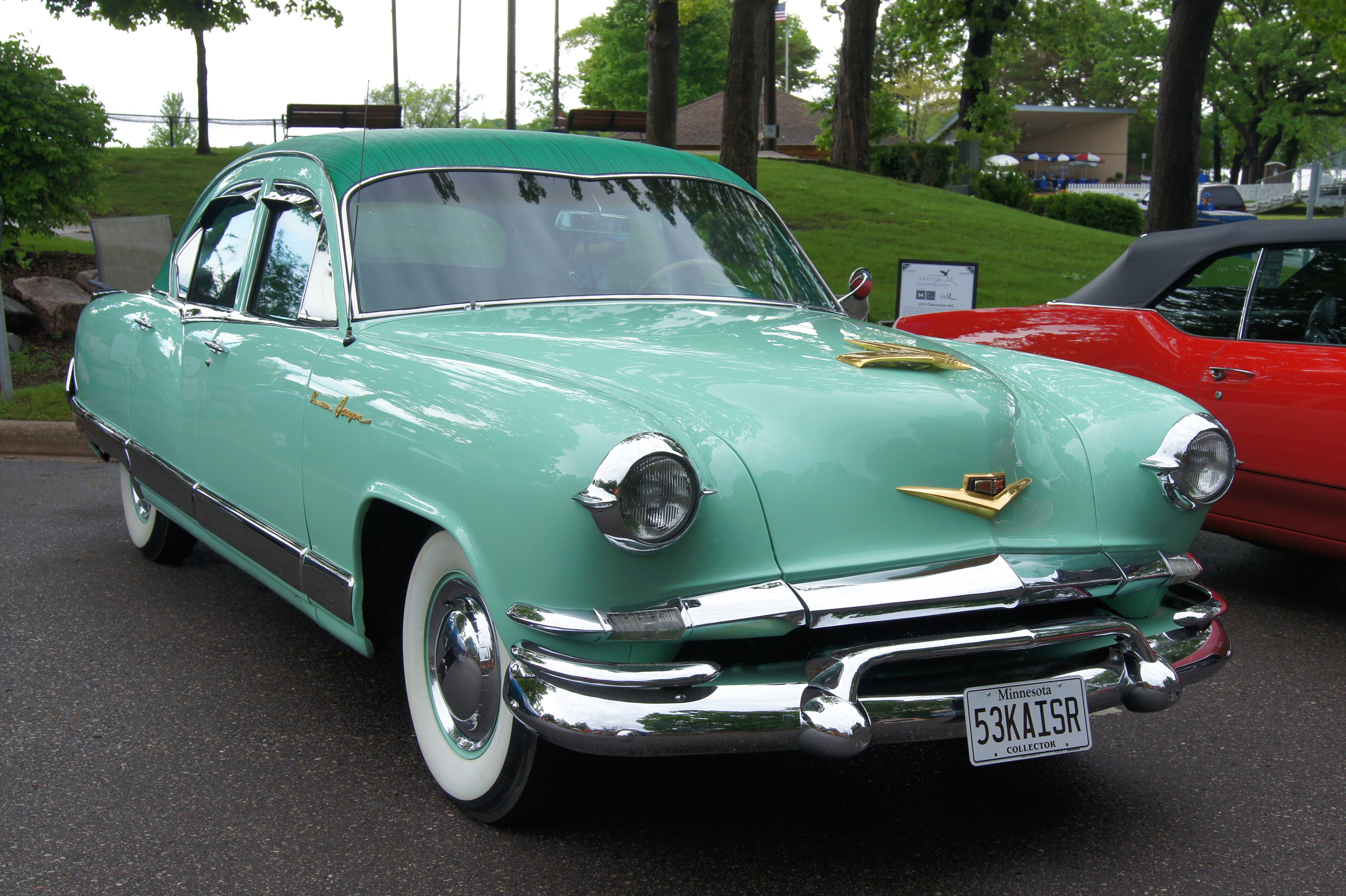
Der dem Kaiser Manhattan ähnliche Dragon (1953)

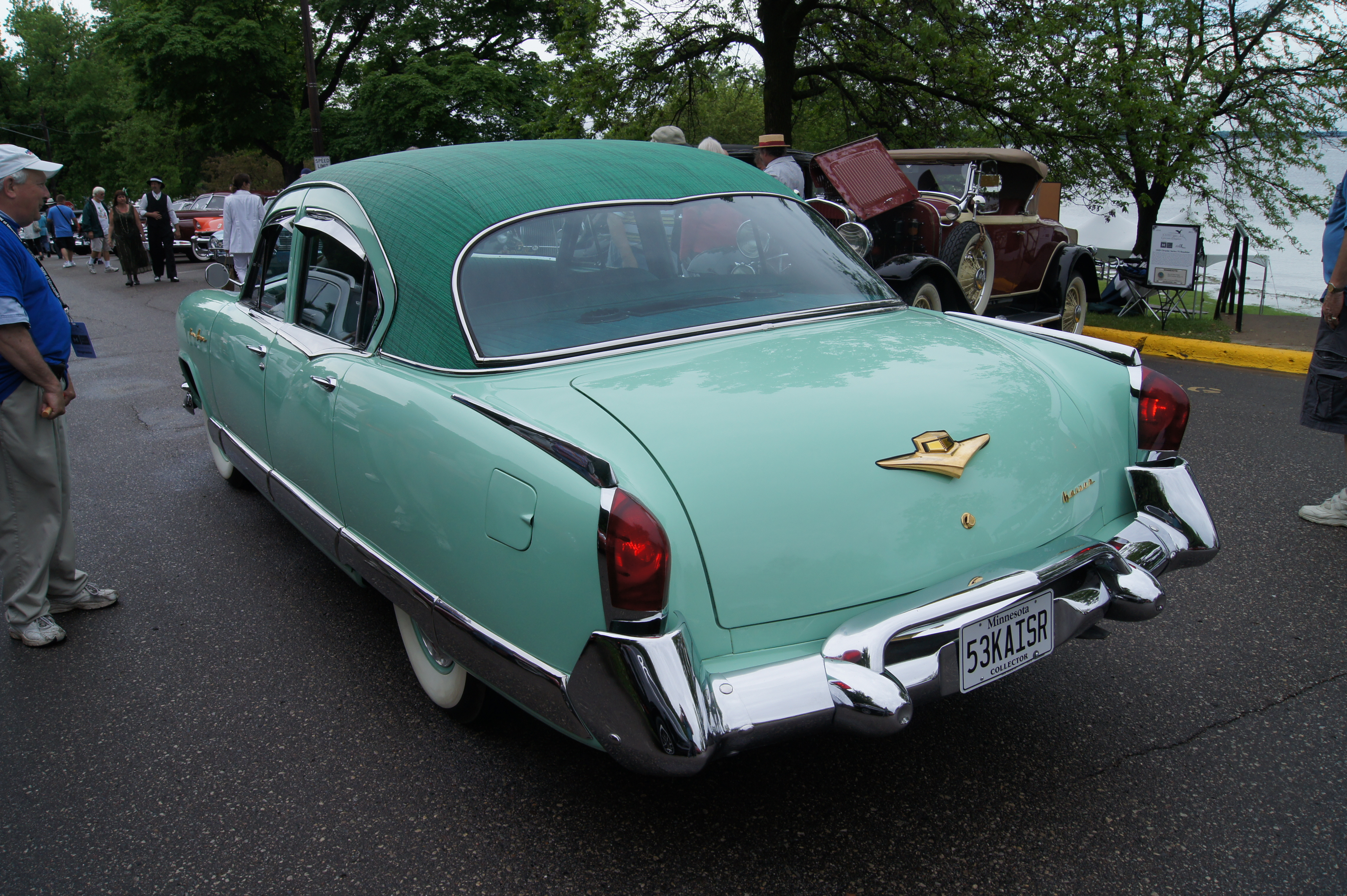
Dragon (1953), Heckansicht

Die Geschäfte für die Kaiser-Frazer Corporation liefen nicht mehr so gut, weshalb die Änderungen im Modelljahr 1953 gegenüber dem Vorjahr gering waren und auf die eine oder andere Chromleiste sowie größere Bremsen beschränkt blieben.
Beim De Luxe K 531 und beim Manhattan K 532 fielen die Aufbautypen Coupé und 2-türiger Traveller Utility Sedan weg, wobei – wie im Vorjahr – unklar ist, ob in der Manhattan-Ausstattung jemals ein 4-türiger Traveller Utility Sedan gebaut wurde.
Neu war in diesem Jahr der Kaiser Dragon als selbständiges Modell Dragon K 530. Er wurde am 31. Oktober 1952 – also an Halloween (wie passend!) – vorgestellt. Das luxuriöseste Modell hatte serienmäßig ein Automatikgetriebe, getönte Scheiben, ein Radio mit vier Lautsprechern, Weißwandreifen, Scheibenwaschanlage, Klimaanlage, Vinyldach und goldfarbene Typenschilder. Der Dragon war nur als 4-türige Limousine lieferbar.
Ebenfalls neu war das Sparmodell Kaiser Carolina. Der Typ Carolina K 538 wurde als 4-türige Limousine oder 2-türige Club-Limousine ohne jegliche Chromverzierung in Einfachstausstattung geliefert. Der Erfolg ließ allerdings zu wünschen übrig: Solch ein „hässliches“ Auto wollte (fast) niemand haben.
Im Modelljahr 1953 gab es einen nochmals leistungsgesteigerten Motor. Bei gleichem Hubraum leistete er 118 PS (87 kW).

### Modelljahr 1954

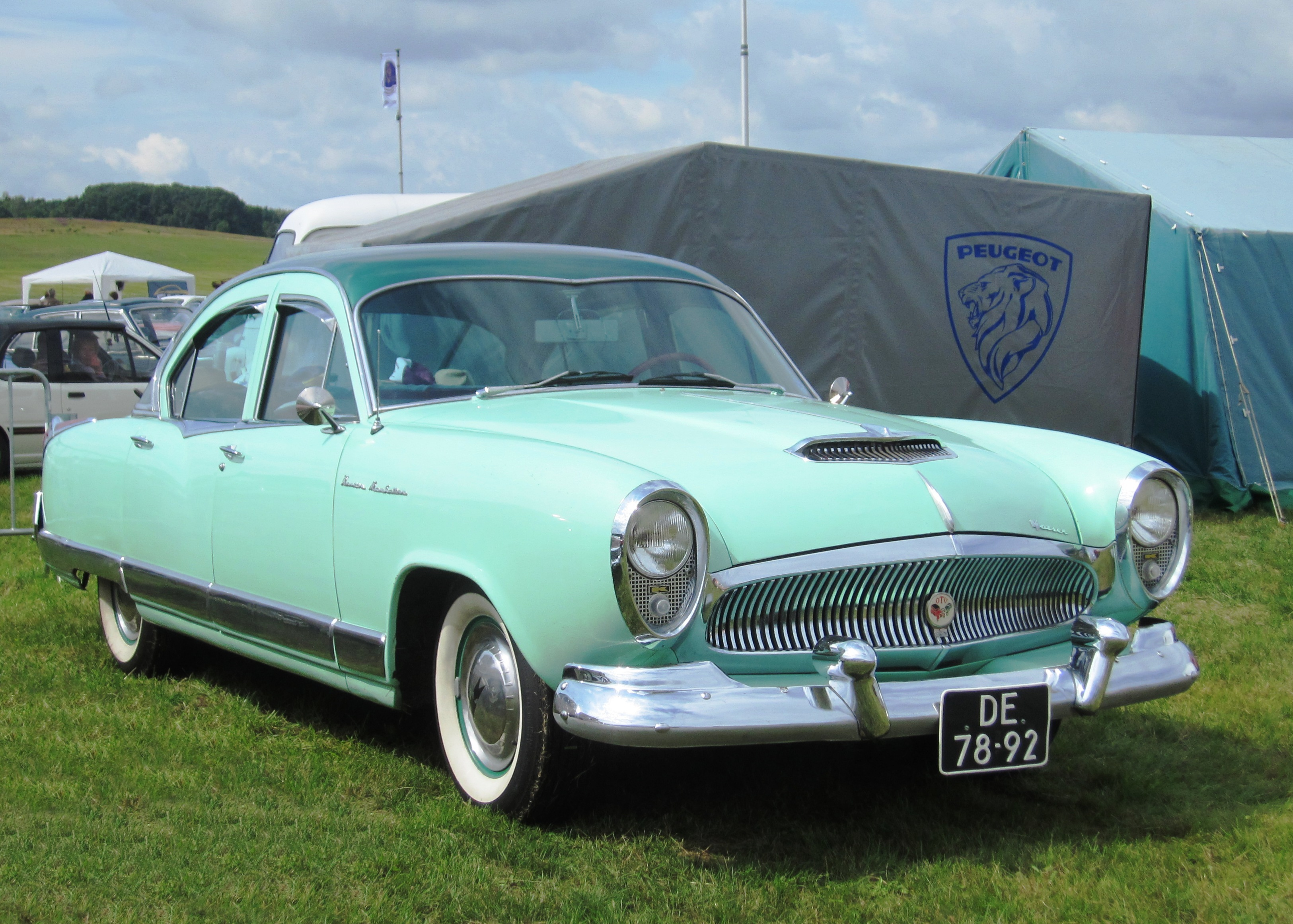
Manhattan 1954

Wieder stand ein großes Facelift an. Zuerst einmal mussten aber die von 1953 übrig gebliebenen Fahrzeuge abverkauft werden. Sie erhielten alle die Bezeichnung Special K 545. Die neuen Modelle hatten einen ovalen Kühlergrill mit senkrechten Stäben (wie die Buick-Modelle desselben Jahres), Hauptscheinwerfer mit unten angesetzten Parkleuchten, eine dreiteilige Paroramaheckscheibe, ein gepolstertes Armaturenbrett, wieder einmal größere Rücklichter und veränderte Stoßfänger hinten und vorn. Nachdem der Traveller Utility Sedan komplett weggefallen war, gab es nur noch eine 4-türige Limousine und eine 2-türige Club-Limousine. Der Special hatte weiterhin den 118-PS-Motor.
Neu war in diesem Jahr auch der Supercharged Manhattan K 542. Er hatte dasselbe Styling wie der neue Special (natürlich mit besserer Ausstattung, wie gehabt), aber einen Motor mit 140 PS (103 kW) bei gleichem Hubraum. Entgegen der Bezeichnung war es allerdings wieder ein Saugmotor ohne Aufladung durch Turbolader oder Kompressor.

### Modelljahr 1955
Im letzten Produktionsjahr gab es keine wesentlichen Änderungen mehr. Der Special fiel weg, nur noch der Manhattan wurde als Supercharged Manhattan K 516 weitergebaut, allerdings nur noch 1231 Mal. 1021 Stück dieser Fertigung gingen zur Erfüllung eines Großauftrages nach Argentinien. Die verbleibenden 230 Fahrzeuge wurden zusammen mit 270 vom Vorjahr übrig gebliebenen in den USA verkauft, alle mit der 140-PS-Maschine.
Danach gab die Kaiser-Willys Corporation, wie sie sich jetzt nannte, den Bau von Pkw auf und verkaufte alle Anlagen an Industrias Kaiser Argentina.

## Fertigungszahlen
| Typ                          | Baujahr | L-4    | L-2   | H-4 | Cb-4 | Cp-2  | U-4    | U-2 | Gesamt  |
| ---------------------------- | ------- | ------ | ----- | --- | ---- | ----- | ------ | --- | ------- |
| Special K 100                | 1947    | 65.602 | 0     | 0   | 0    | 0     | 0      | 0   | 65.602  |
| Custom K 101                 | 1947    | 5.412  | 0     | 0   | 0    | 0     | 0      | 0   | 5.412   |
| Special K 481                | 1948    | 90.588 | 0     | 0   | 0    | 0     | 0      | 0   | 90.588  |
| Custom K 482                 | 1948    | 1.263  | 0     | 0   | 0    | 0     | 0      | 0   | 1.263   |
| Special K 491                | 1949    | *      | 0     | 0   | 0    | 0     | *      | 0   | *       |
| DeLuxe K 492                 | 1949    | *      | 0     | *   | *    | 0     | *      | 0   | *       |
| Special K 501                | 1950    | 32.429 | 0     | 0   | 0    | 0     | 22.246 | 0   | 54.675  |
| DeLuxe K 502                 | 1950    | 37.756 | 0     | 986 | 42   | 0     | 4.507  | 0   | 43.291  |
| Special K 511                | 1951    | 39.078 | 8.166 | 0   | 0    | 746   | 1.829  | 915 | 50.734  |
| DeLuxe K 512                 | 1951    | 56.723 | 8.888 | 0   | 0    | 4.606 | 984    | 367 | 71.568  |
| DeLuxe K 521                 | 1952    | 4.801  | 1.487 | 0   | 0    | N/A   | N/A    | N/A | 6.288** |
| Manhattan K 522              | 1952    | 15.839 | 1.315 | 0   | 0    | 263   | N/A    | N/A | 17.417  |
| Dragon K 530                 | 1953    | 1.277  | 0     | 0   | 0    | 0     | 0      | 0   | 1.277   |
| DeLuxe K 531                 | 1953    | 5.069  | 1.227 | 0   | 0    | 0     | 946    | 0   | 7.242   |
| Manhattan K 532              | 1953    | 18.603 | 2.342 | 0   | 0    | 0     | 0      | 0   | 20.945  |
| Carolina K 538               | 1953    | 1.136  | 308   | 0   | 0    | 0     | 0      | 0   | 1.444   |
| Supercharged Manhattan K 542 | 1954    | 4.107  | 218   | 0   | 0    | 0     | 0      | 0   | 4.325   |
| Special K 545                | 1954    | 749    | 180   | 0   | 0    | 0     | 0      | 0   | 929     |
| Supercharged Manhattan K 516 | 1955    | ***    | ***   | 0   | 0    | 0     | 0      | 0   | 1.231   |

```
L-4 = 4-türige Limousine
L-2 = 2-türige Limousine
H-4 = 4-türige Hardtop-Limousine
Cb-4 = 4-türiges Cabriolet
Cp-2 = 2-türiges Coupé
U-4 = 4-türiger „Traveller Utility Sedan“
U-2 = 2-türiger „Traveller Utility Sedan“
* = Die Produktionszahlen für 1950 enthalten die für 1949
** = ohne die Zahlen der Modelle, für die keine Werte bekannt sind (N/A).
*** = keine Werte für einzelne Modelle bekannt.
```